# Mörk nebulosa

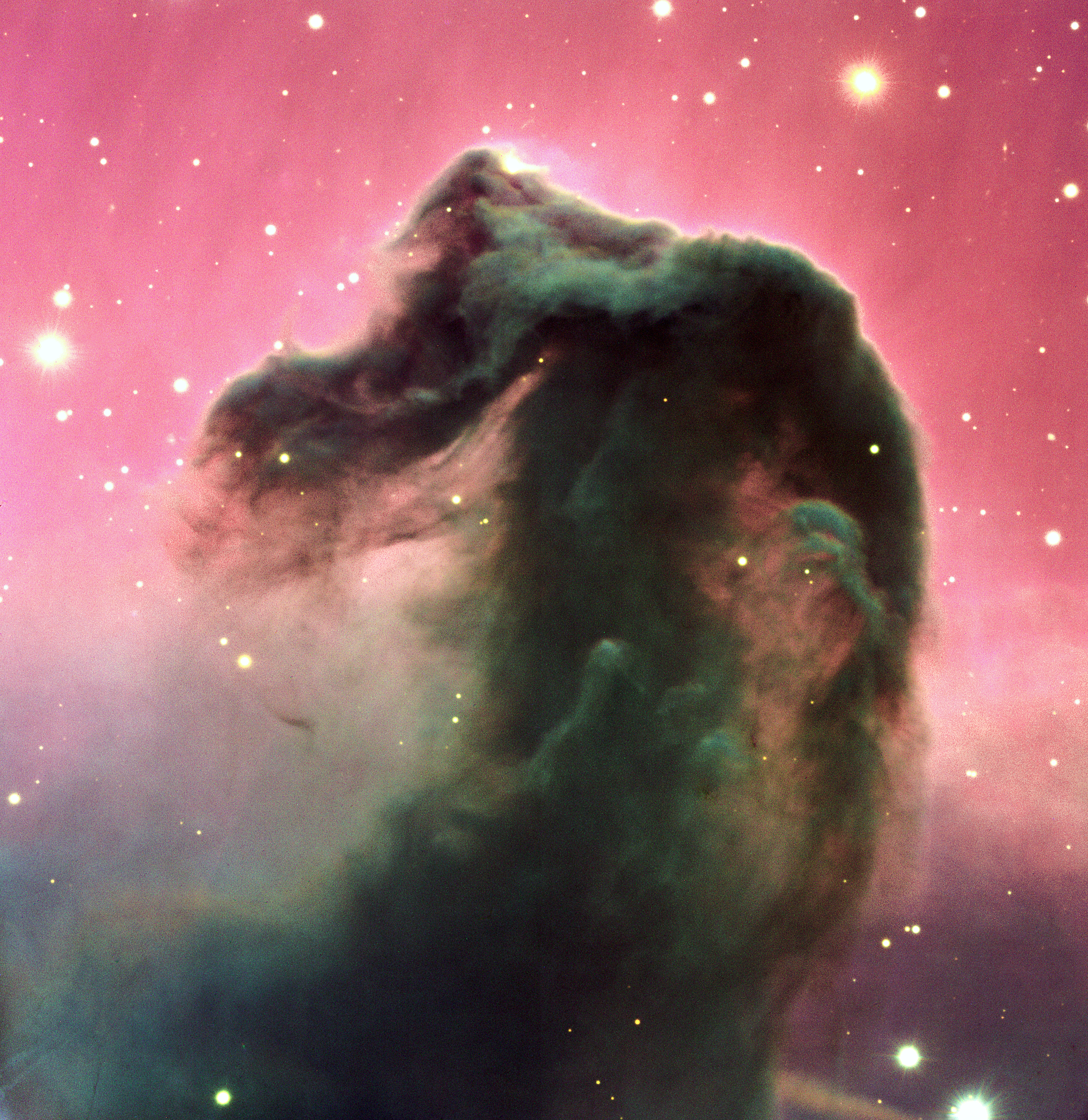
Hästhuvudnebulosan fotograferad av ESO.

En mörk nebulosa eller absorptionsnebulosa är en nebulosa som är så tät att den döljer ljuset från en bakomliggande emissions- eller reflektionsnebulosa (exempel: Hästhuvudnebulosan), eller blockerar ljuset från bakomliggande stjärnor (exempel: Kolsäcken i Södra korset).

## Beskrivning
Ljusets utsläckning i en absorptionsnebulosa orsakas av interstellära stoftkorn som ligger i de kallaste, tätaste delarna av molekylära moln. Hopar och stora komplex av mörka nebulosor är förenade med Giant Molecular Clouds. Isolerade små mörka nebulosor kallas Bok-globuler. Liksom annat interstellärt stoft eller material är saker som det döljer bara synligt med hjälp av radiovågor i radioastronomi eller infrarött ljus i infraröd astronomi. 
Mörka moln förekommer på grund av submikrometriska stoftpartiklar, belagda med frusen kolmonoxid och kväve, som effektivt blockerar ljusets passage vid synliga våglängder. Närvarande är även molekylärt väte, helium i atomform, C18O (CO med syre som 18O-isotop), CS, NH3 (ammoniak),H2CO (formaldehyd), c-C3H2 (cyclopropenylidene) och en molekylär jon N2H+ (diazenylium), som alla är relativt transparenta. Dessa moln är födelseplatserna för stjärnor och planeter, och att förstå deras utveckling är avgörande för att förstå stjärnbildning.
Formen hos sådana mörka moln är mycket oregelbunden. De har inga tydligt definierade yttre gränser och intar ibland invecklade serpentinformer. De största mörka nebulosorna är synliga för blotta ögat och visas som mörka fläckar mot Vintergatans ljusare bakgrund som Kolsäcknebulosan och Stora sprickan. Dessa objekt, synliga för blotta ögat, är ibland kända som mörka molnkonstellationer och ges ofta en mängd olika namn. 
I de inre delarna av de yttre molekylära regionerna i mörka nebulosor äger viktiga händelser rum, såsom bildandet av stjärnor och masers.

## Galleri

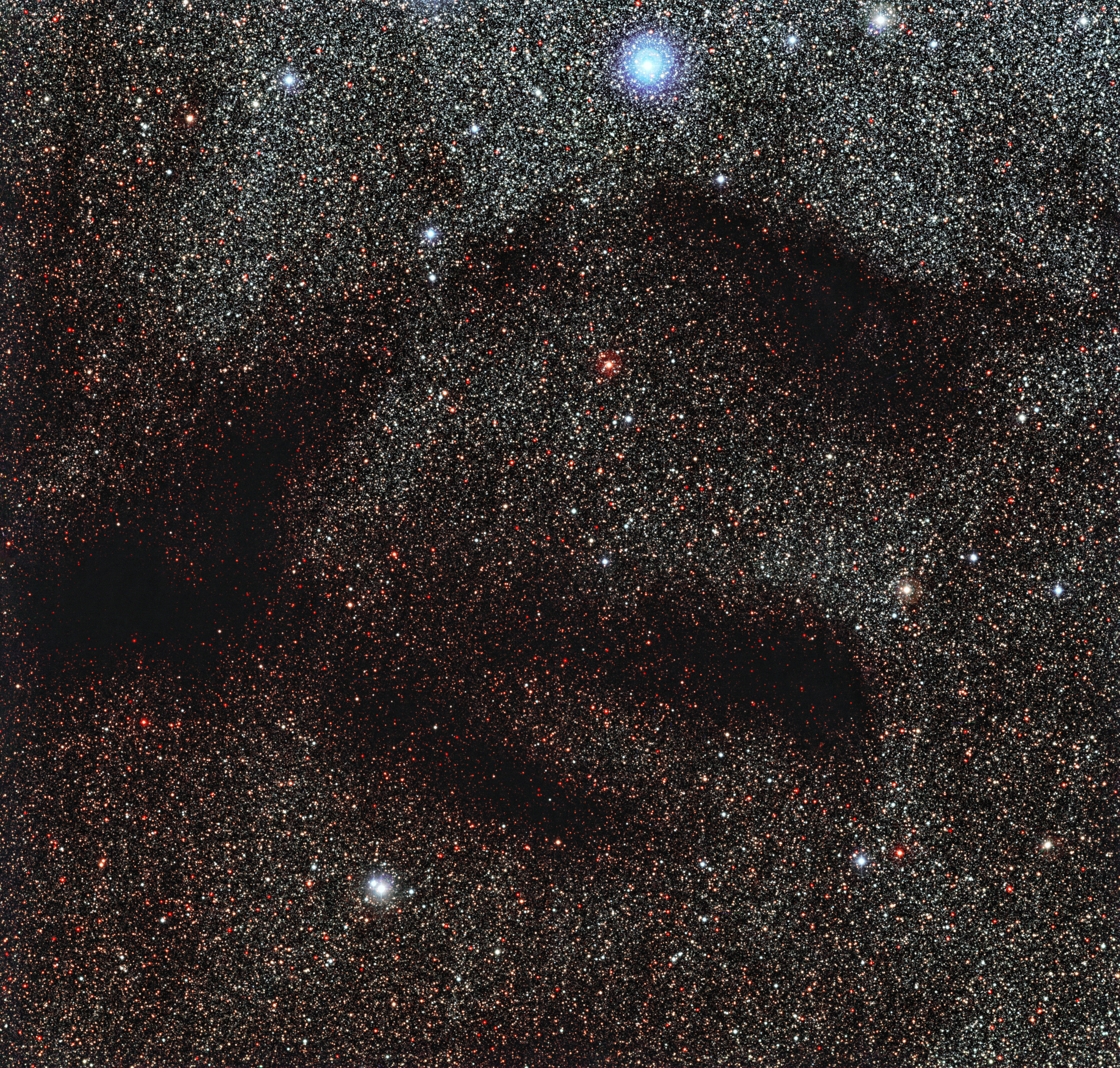
Mörk nebulosa LDN 1768 innehåller protostjärnor.
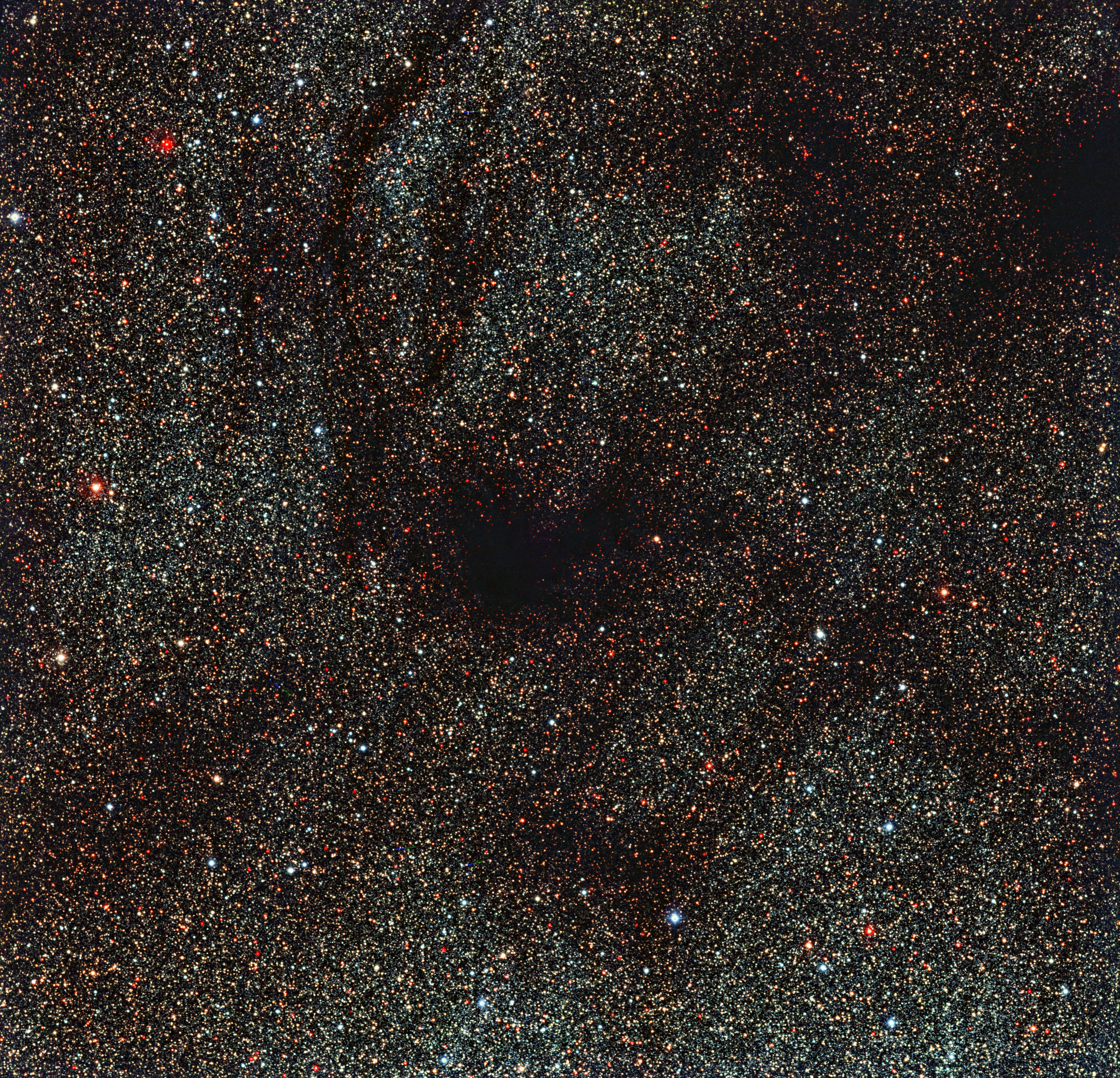
Mörk nebulosa kallad LDN1774, tagen av Wide Field Imager, ett instrument monterat på ESO:s 2,2-meters MPG / ESO-teleskop vid La Silla.
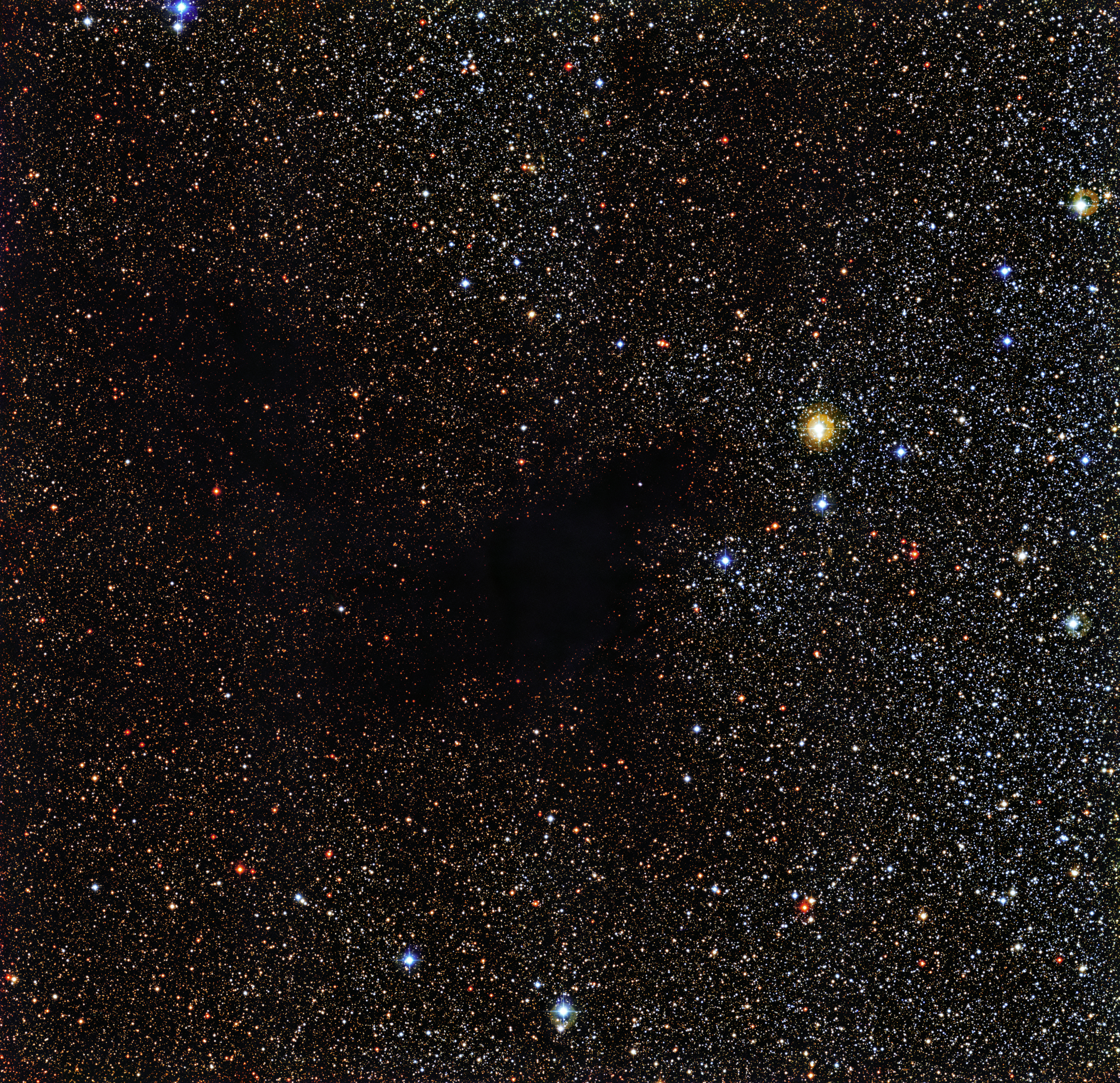
Mörk nebulosa LDN 483 ligger cirka 700 ljusår bort i stjärnbilden Ormen.
Lupus 4 är en tät ficka av gas och stoft där nya stjärnor förväntas bildas.[6]